# Tiroteo de Greenwood Park Mall de 2022

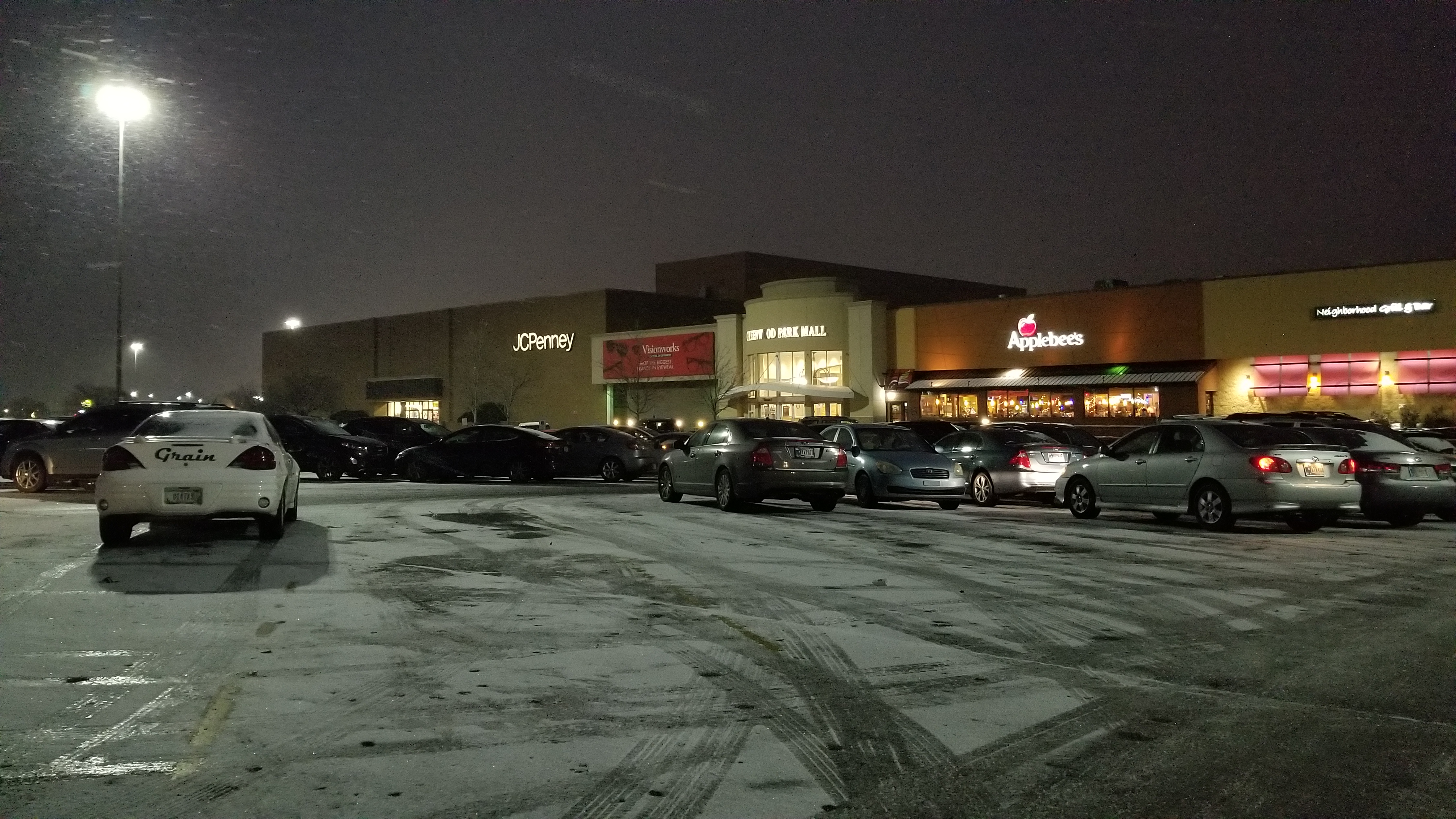
Greenwood Park Mall, 2018

El tiroteo de Greenwood Park Mall de 2022 ocurrió 17 de julio de 2022, cuando tuvo lugar un tiroteo masivo en el Greenwood Park Mall en Greenwood, Indiana, Estados Unidos. Un hombre armado de 20 años identificado como Jonathan Douglas Sapirman abrió fuego en el centro comercial, matando a tres personas e hiriendo a varias más. Luego fue muerto a tiros por un civil armado de nombre Elisjsha Dicken

## Tiroteo
A las 5:56 p. m. del 17 de julio, Jonathan Sarmanrn, armado con un rifle largo, abrió fuego en el área del patio de comidas del Greenwood Park Mall en Greenwood, Indiana.  3 personas fueron asesinadas y 2 resultaron heridas. Luego de 15 segundos de empezado el tiroteo, un civil armado Elisjsha Dicken le disparó al atacante con una pistola glock disparando un total de 10 veces e hiriendo al tirador 8 veces, luego Jonathan intento esconderse en el baño pero cayó antes de poder entrar.
Después del tiroteo, un escuadrón de desactivación de explosivos fue enviado al centro comercial para investigar una mochila sospechosa en uno de los baños cerca de una tienda Dick's Sporting Goods
El Departamento de Policía Metropolitana de Indianápolis declaró que no se conoce ninguna amenaza en curso durante una conferencia de prensa de EDT a las 7:45 p. m.